# 루슬란 스테판추크
루슬란 올렉시요비치 스테판추크(우크라이나어: Руслан Олексійович Стефанчук; 1975년 10월 29일 출생)는 2021년 10월부터 최고 라다 의장을 맡고 있는 우크라이나의 정치인이자 변호사이다.
스테판추크는 2019년 우크라이나 대통령 선거에서 볼로디미르 젤렌스키의 선거 운동을 이끈 사상가로 거론되었다. 그는 2019년 우크라이나 총선에서 국민의 종 당 소속(당 목록에서 2위)으로 우크라이나 의회에 선출되었다.
스테판추크는 우크라이나 대통령 볼로디미르 젤렌스키의 2019년 선거 프로그램의 저자 중 한 명이다. 그는 또한 2019년 5월 21일부터 2021년 10월 7일까지 우크라이나 대통령 젤렌스키의 최고 라다(우크라이나 국회) 대표를 지냈으며, 그 이후 최고 라다의 의장으로 활동하고 있다.

## 어린 시절과 교육
루슬란 스테판추크는 1975년 10월 29일 테르노필에서 의료인 가족의 아들로 태어났다.
그는 1992년 흐멜니츠키 제18학교를 명예롭게 졸업했다. 그 후 1997년에 흐멜니츠키 경영 및 법률 대학교에서 법학 학위를 받았고, 1999년에 흐멜니츠키 국립 대학교에서 생산 관리를 공부하고 졸업했다.
2019년까지 스테판추크는 교육, 과학, 법률 활동에 종사했다. 그는 흐멜니츠키 경영 및 법률 대학교, 우크라이나 최고 라다 입법 연구소, 우크라이나 검찰청 국립 아카데미, 고등 변호사 학교에서 근무했다. 그는 법률 잡지 "우크라이나 법률"의 부편집장이었고 2007년부터 2012년까지 최고 라다 의원 아나톨리 마트비옌코의 보좌관으로 일했다.

## 정치 경력
스테판추크는 우크라이나 국립 법률 과학 아카데미의 통신 회원이다. 우크라이나 과학기술 명예 노동자 (2017).
젤렌스키는 선거에서 승리했으며, 2차 투표에서 현직 대통령 페트로 포로셴코를 73% 대 25%로 꺾었다.
2019년 우크라이나 총선에서 스테판추크는 국민의 종 당 소속(당 목록 2위)으로 의회에 선출되었다. 그의 형제인 미콜라 스테판추크는 (동일한 선거에서) 단일 의석 선거구 187 (위치: 흐멜니츠키주)에서 같은 당 소속으로 선출되었다. 총 124석을 전국 정당 목록에서, 130석을 지역구에서 국민의 종이 획득했다.
2019년 8월 29일, 스테판추크는 최고 라다 제1부의장으로 선출되었다.

### 최고 라다 의장으로서
2021년 10월 7일, 최고 라다는 드미트로 라줌코우를 의장직에서 해임하는 데 찬성표를 던졌다. 다음 날 스테판추크는 261명의 의원들이 찬성하여 의장으로 선출되었다. 같은 해 10월 15일, 스테판추크는 젤렌스키 대통령에 의해 우크라이나 국가안보국방회의 위원으로 임명되었다.
러시아의 우크라이나 침공이 시작된 2022년 2월 24일 아침, 볼로디미르 젤렌스키 암살 시도 보고가 이어지는 가운데, 스테판추크는 마린스키궁 (키이우)으로 급히 이동했다. 그의 역할은 대통령이 살해될 경우 국가를 지휘해야 했기 때문이었다.
스테판추크는 2023년 11월 우크라이나의 EU 가입과 관련하여 소수 민족의 권리에 대해 언급하며, 우크라이나에 "러시아 민족 소수자"는 있을 수 없으며 "만약 이 사람들이 우크라이나에 존중보다는 공격적인 태도를 보인다면, 그들의 권리는 그에 상응하게 억압되어야 한다"고 말했다.
2024년 5월 20일 평시 상태에서 젤렌스키 대통령의 임기가 만료되었어야 하는 시점 이후, 스테판추크는 블라디미르 푸틴 러시아 대통령에 의해 대통령 승계를 언급하며 우크라이나의 국가 원수로 거론되었다. 그러나 스테판추크는 계엄령 하에서는 선거를 치를 수 없으며, 우크라이나 헌법에 따라 계엄령 종료 시 후임자가 선출될 때까지 대통령 임기가 지속된다는 점을 들어 푸틴의 주장을 반박했다.

## 사생활
스테판추크에게는 두 명의 자녀가 있으며, 둘 다 법률을 공부하고 있다. 스테판추크의 아들은 우크라이나에 있고, 딸은 빈에 있다. 그의 딸은 6개 언어를 구사한다.

## 같이 보기
- 2019년– 우크라이나 의회 의원 목록

## 내용주
1. ↑  미콜라 스테판추크는 국민의 종 소속으로 단일 의석 선거구 187 (위치: 흐멜니츠키주)에서 35.83%의 득표율로 당선되었다.[16] 2위는 자유 소속 비탈리 디덴코로 29.44%를 득표했다.[16]